# Herminia minimalis
Herminia minimalis är en fjärilsart som beskrevs av Augustus Radcliffe Grote 1878. Herminia minimalis ingår i släktet Herminia och familjen nattflyn. Inga underarter finns listade i Catalogue of Life.